# Monterey (Kalifornija)
Monterey je grad u američkoj saveznoj državi Kalifornija. Prema popisu stanovništva iz 2010. u njemu je živjelo 27.810 stanovnika.